# بيتون فورد
بيتون فورد (24 فبراير 1911 - 22 نوفمبر 1971) هو محامي أمريكي شغل منصب مساعد المدعي العام للولايات المتحدة لقسم الدعاوى [الإنجليزية] من عام 1947 إلى عام 1949 ونائب المدعي العام للولايات المتحدة من عام 1950 إلى عام 1951.